# La Proie du vent
La proie du vent és una pel·lícula muda dramàtica francesa de 1927 dirigida per René Clair i protagonitzada per Charles Vanel, Sandra Milovanoff i Jean Murat.
Els decorats de la pel·lícula van ser dissenyats per Lazare Meerson.

## Sinopsi
Atrapat per una tempesta, un pilot es veu obligat a aterrar als terrenys d'un castell. S'enamora de l'amfitriona. Però aviat, tot es complica.

## Repartiment
- Charles Vanel com a Pierre Vignal
- Sandra Milovanoff com a La dona boja
- Jean Murat com el marit
- Lillian Hall-Davis com la castellana
- Jim Gérald com el doctor